# Ньйон
Ньйон (фр. Nyon, фр. вимова: [njɔ̃] ( прослухати)) — місто у Швейцарії, у франкомовному кантоні Во, округ Ньйон. Місто розташоване на північному березі Женевського озера між Женевою та Лозанною. Тут розташована штаб-квартира УЄФА.

## Географія
Місто розташоване на відстані близько 115 км на південний захід від Берна, 35 км на південний захід від Лозанни.
Ньйон має площу 6,8 км², з яких на 53,6% дозволяється будівництво (житлове та будівництво доріг), 38,7% використовуються в сільськогосподарських цілях, 7,7% зайнято лісами, 0% не є продуктивними (річки, льодовики або гори).

## Історія
Офіційна історія міста бере початок з 46 р. до н. е., коли на місті тутешнього поселення кельтських гельветів Юлієм Цезарем був розгорнутий воєнний табір Equestris або Noviodunum.
Згодом цей табів виріс в одне із самих населених міст римської Гельвеції.
Рештки древньоримських бідвель були випадково виявлені у 1996 р. будівельниками, що копали котлован. Археологічні знахідки й макет стародавнього міста виставлені в так званому Римському музеї м. Ньйон.
До 1536 г. Білий замок у Ньйоні був одною з резиденцій Савойської династії. Після завоювання Ньйона бернськими швейцарцями у 1536 р. тут розмістився ландфогт.

## Демографія
2019 року в місті мешкало 21 452 особи (+14,5% порівняно з 2010 роком), іноземців було 40,4%. Густота населення становила 3155 осіб/км².
За віковим діапазоном населення розподілялося таким чином: 21,3% — особи молодші 20 років, 63% — особи у віці 20—64 років, 15,7% — особи у віці 65 років та старші. Було 9723 помешкань (у середньому 2,2 особи в помешканні).
Із загальної кількості 16 809 працюючих 50 було зайнятих в первинному секторі, 2112 — в обробній промисловості, 14 647 — в галузі послуг.

## Транспорт
У місті знаходиться залізнична станція, через яку проходить залізниця, що поєднує Женеву з Лозанною. По місту організовано автобусне сполучення. Автобусами можливо також доїхати до сусідніх населених пунктів.

## Пам'ятки
- Білий замок Савойської династії, зараз тут розташований музей порцеляни.
- Музей Женевського озера з акваріумами, моделями кораблів та художньою колекцією.
- Римський музей.